# 李瑚 (嘉靖進士)
李瑚（1516年2月26日—？)，字周珎，號東岡，福建漳州府龍溪縣人，民籍，明朝政治人物。

## 生平
嘉靖三十一年（1552年）壬子科福建鄉試第九十名舉人。嘉靖三十二年（1553年）聯捷癸丑科會試第二百七十八名，三甲第一百六十二名進士。工部观政，授行人，三十六年八月选授南京四川道試御史，十月弹劾总督侍郎胡宗宪剿倭寇不力，使其浮海夜逃入福建柯梅，于是福建人大噪，谓宗宪嫁祸。宗憲上言推卸责任，謂总兵俞大猷、参将黎鹏举防御不早，邀击不力，纵之南奔，播害闽广，失机殃民，宜加重治。于是大猷、鹏举被逮至京讯治。四十三年贬任金華府推官，升荆州府同知。

## 家族
曾祖李孟遜；祖父李有庠；父李子雄。母郭氏；繼母許氏。弟李森、李瓒。